# Famicom Disk System
Family Computer Disk System (ファミリーコンピュータ ディスクシステム, Famirī Kompyūta Disuku Shisutemu), abreviat com a "Famicom Disk System" o "FDS", és un perifèric per a la videoconsola Famicom de Nintendo llançat el 21 de febrer del 1986 al Japó. L'accessori permetia utilitzar disquets per a l'emmagatzematge de dades, en comptes de cartutxos.
Els disquets permetien doble cara, amb una capacitat de 64 kilobytes per cara. Es connectaven directament a la consola mitjançant un cartutx modificat que servia per augmentar la memòria d'accés aleatori disponible. En concret, oferia 32 kilobytes de RAM per a l'emmagatzematge temporal dels programes, 8 kilobytes de RAM per a sprites i tiles i un ASIC que servia de driver i disposava de maquinari de so addicional.
Els disquets permetien reescriure's, quelcom que Nintendo va aprofitar per incorporar funcionalitats de desament de partida sense necessitat d'utilitzar bateries. Jocs com The Legend of Zelda, Kid Icarus o Metroid van ser llançats primer al Japó per a la FDS abans d'adaptar-se occidentalment per a la NES. Nintendo també va disponibilitzar punts "Disk Writer", on clients podien substituir un joc dins un disquet per un altre, o gravar-ne un en un de buit que també es podia comprar, quelcom més eficient i barat que no pas els cartutxos ROM de la NES. Aquesta idea va evolucionar fins al punt que, el 1987, les puntuacions màxima de cada jugador podien ser compartides en un rànquing a escala global que s'enviava via fax a Nintendo cada cop que aquests portaven els seus disquets als punts "Disk Fax". Aquests punts van existir fins al 2003 i es va reutilitzar la idea per al servei Satellaview, de la Super Nintendo.
La constant evolució de les tecnologies dels cartutxos va fer que la FDS esdevingués obsoleta ràpidament, discontinuant-la del mercat el 1990 després de vendre 4,4 milions d'unitats.

## Història
El 1985, el Family Computer de Nintendo dominava el mercat japonès de videojocs domèstics, venent més de tres milions d'unitats en un any i mig. A causa del seu èxit, l'empresa va tenir dificultats per mantenir la demanda de nous estocs, sovint inundada de trucades dels minoristes que demanaven més sistemes. Els minoristes també van demanar jocs més barats; el cost dels xips i els semiconductors feia que els cartutxos fossin cars de fabricar i sovint costaven molts diners tant per a les botigues com per als consumidors. L'escassetat de xips també va crear problemes de subministrament. Per satisfer aquestes peticions, Nintendo va començar a pensar en maneres de reduir potencialment el cost dels jocs. Nintendo va buscar específicament els disquets que s'estaven convertint ràpidament en l'estàndard per als mitjans d'emmagatzematge per a ordinadors personals. Els disquets eren barats de produir i reescrivibles, la qual cosa permetia produir jocs fàcilment durant el procés de fabricació. Veient el seu potencial, Nintendo va començar a treballar en un perifèric basat en disquet per al Famicom.
Per a la seva plataforma de disquets propietària, que van batejar com la "Targeta de disc", Nintendo va optar per basar-la en el format multimèdia Quick Disk de Mitsumi, una alternativa més barata als disquets per a ordinadors domèstics japonesos. El format presentava una sèrie d'avantatges respecte als cartutxos, com ara una capacitat d'emmagatzematge més gran que permetia jocs més grans, canals de so addicionals i la possibilitat de desar el progrés del jugador. El complement en si va ser produït per Masayuki Uemura i Nintendo Research & Development 2, el mateix equip que va dissenyar el propi Famicom. Després de diversos retards, el Famicom Disk System es va llançar el 21 de febrer de 1986 a un preu de venda de 15.000 ¥ (80 dòlars dels EUA). El mateix dia, Nintendo va llançar The Legend of Zelda com a títol de llançament, juntament amb les versions en disquet de jocs anteriors de Famicom. El material de màrqueting per al sistema de discs presentava un personatge de mascota groga anomenat Diskun, o Mr. Disk. El sistema de disquet de Famicom va vendre més de 300.000 unitats en tres mesos, augmentant a més de 2 milions a finals d'any. Nintendo va mantenir la confiança que el sistema de disquet seria un èxit segur i va assegurar que totes les futures versions pròpies serien exclusives del perifèric.
Coincidint amb el llançament del sistema de discs, Nintendo va instal·lar diversos quioscs "Disk Writer" a diverses botigues de joguines i d'electrònica d'arreu del país. Aquests quioscs van permetre als clients portar els seus jocs de disquet i reescriure un nou joc a ells per una tarifa de 500 ¥; També es podien comprar discs en blanc per 2.000 ¥. Nintendo també va introduir tornejos especials d'alta puntuació per a jocs específics de Disk System, on els jugadors podien enviar les seves puntuacions directament a Nintendo mitjançant les màquines "Disk Fax" que es trobaven a botigues minoristes. Els guanyadors rebrien premis exclusius, inclosos productes de papereria de la marca Famicom i un cartutx de color daurat de Punch-Out!!. Nintendo of America va anunciar plans per llançar el sistema de disquet per a la contrapart internacional de Famicom, el Nintendo Entertainment System, però aquests plans van ser finalment descartats.
Malgrat l'èxit i els avantatges del sistema de disquet Famicom respecte al Famicom mateix, també va imposar molts problemes propis. El més comú era la qualitat de les targetes de disc; Nintendo va treure les fundes de la majoria dels jocs del sistema de disquet per reduir costos, en lloc d'haver-los col·locat en una funda de cera i una carcassa de plàstic transparent. Els discs en si són fràgils i la manca d'una funda els va fer recollir pols i empremtes dactilars, fet que finalment no s'hi podien jugar. La pirateria també era rampant, amb els dispositius de còpia de discs i els jocs pirates que es van convertir en habituals a les botigues i als anuncis de revistes. Els desenvolupadors de tercers per al sistema de discs també es van enfadar pels estrictes termes de llicència de Nintendo, que requerien que rebés el 50% de la propietat dels drets d'autor de qualsevol programari llançat, això va provocar que diversos desenvolupadors importants, com Namco i Hudson Soft, negant-se a produir-hi jocs. Quatre mesos després del llançament del sistema de discs, Capcom va llançar una conversió Famicom de Ghosts 'n Goblins en un cartutx de 128k - més gran que la capacitat de 112k de la targeta de disc. Això, com a resultat, va fer que els consumidors i desenvolupadors estiguessin menys impressionats amb les característiques tecnològiques del sistema de disc. Als minoristes no els agradaven els quioscs de Disk Writer per ocupar massa espai i per no ser rendibles en general. Els missatges d'error vagues del sistema de discs, els llargs temps de càrrega i la mala qualitat de la corretja de goma que feia girar els discos també s'atribueixen a la seva caiguda.
El 1989, els avenços tecnològics van fer que els jocs de cartutxos fossin molt més barats i més fàcils de produir, deixant obsolet el Famicom Disk System. Els minoristes van criticar que Nintendo simplement abandonés els Disk Writers i deixés les botigues amb grans quioscos que ocupaven un espai vital, mentre que les empreses van començar a llançar o traslladar els seus jocs del sistema de disquet a un cartutx estàndard; cap al final del desenvolupament, Squaresoft va portar Final Fantasy passar al Famicom com a joc de cartutx, amb la seva pròpia funció d'estalvi de bateria de seguretat. Nintendo va deixar oficialment el Famicom Disk System l'any 1990, venent uns 4,4 milions d'unitats en total. Els serveis d'escriptura de disquet es van mantenir en funcionament fins al 2003, mentre que els serveis tècnics es van prestar fins al 2007.

### Versions de maquinari

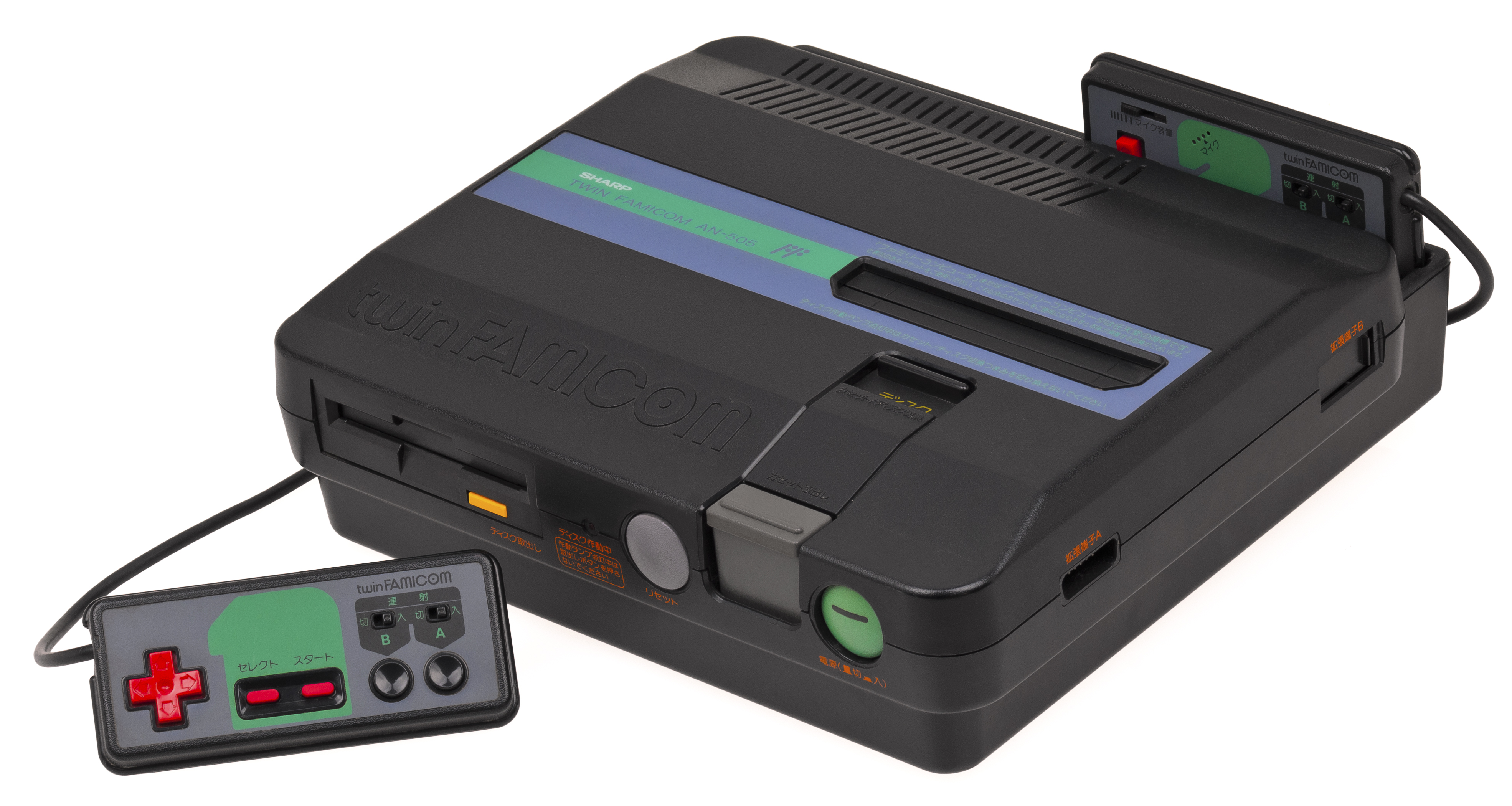
El Sharp Twin Famicom és un Famicom amb sistema de disquet integrat.

Sharp va llançar el Twin Famicom, un model de Famicom que inclou un sistema de disquet integrat.

### Quioscos de Disk Writer i Disk Fax
La violació generalitzada dels drets d'autor al mercat de lloguer de jocs basat principalment en ordinadors personals del Japó va inspirar les corporacions a demanar al govern que prohibís el lloguer de tots els videojocs el 1984. Com que els jocs només estaven disponibles mitjançant la compra completa, va augmentar la demanda d'una manera nova i menys costosa d'accedir a més jocs. El 1986, a mesura que els videojocs s'havien expandit cada cop més des dels ordinadors al mercat de les consoles de videojocs, Nintendo va anunciar la promesa d'instal·lar 10.000 quioscs Famicom Disk Writer a les botigues de joguines de tot el Japó en un any.:75–76 Aquestes estacions d'estil jukebox permetien als usuaris copiar d'un estoc rotatiu dels últims jocs als seus discs i conservar-los durant un temps il·limitat. Escriure un disquet existent amb un joc nou de la llista disponible era ¥500 i 1/6 del preu de molts jocs nous).:75–76 Els fulls d'instruccions els va donar el minorista o els disponibles per correu per ¥100. Alguns llançaments de jocs, com ara Kaette Kita Mario Bros., eren exclusius d'aquests quioscs.:75
El 1987, els quioscs de Disk Writer en ubicacions seleccionades també es van subministrar com a sistemes Disk Fax com el primer concepte en línia de Nintendo. Els jugadors podrien aprofitar la reescriptura dinàmica de les versions del disquet blau dels jocs del sistema de disquet (com ara Famicom Grand Prix: F1 Race i Golf Japan Course) per tal de guardar les seves puntuacions més altes a casa seva, i després portar el disquet al quiosc Disk Fax d'un minorista, que recopilava i transmetia les puntuacions dels jugadors per fax a Nintendo. Els jugadors van participar en una classificació nacional, amb premis únics.
El servei de quiosc va ser molt popular i va romandre disponible fins al 2003. En les generacions de consoles posteriors, Nintendo rellançaria aquest concepte de classificació nacional en línia amb el servei de subscripció a Satellaview basat en satèl·lits domèstics al Japó entre 1995 i 2000 per a la Super Famicom. Rellançaria el model de jocs que es poden descarregar a suports portàtils reescrivibles des dels quioscs de les botigues, amb el servei Nintendo Power al Japó que es basa en cartutxos de suports flash reescrivibles per a Super Famicom i Game Boy del 1997 al 2007.
Destacant que el Disk Writer és "una de les coses més interessants que Nintendo ha creat mai", Kotaku diu que la moderna "distribució digital podria aprendre de [Disk Writer]", i que la premissa del sistema de lloguer de jocs i assoliments encara seria innovador a les botigues minoristes i en línia actuals. NintendoLife va dir que "va ser realment innovador per a la seva època i es podria considerar un precursor de mètodes de distribució més moderns [com ara] Xbox Live Arcade, PlayStation Network, i Steam".

## Tecnologia
El dispositiu es connecta a la consola Famicom connectant el seu cartutx adaptador memòria d'accés aleatori al port del cartutx del sistema i connectant el cable d'aquest cartutx a la unitat de disc. L'adaptador de RAM conté 32 kilobytes (KB) de RAM per guardar temporalment a la memòria cau les dades del programa del disc, 8 KB de RAM per a l'emmagatzematge de dades i sprite, i un ASIC anomenat 2C33. L'ASIC actua com a controlador de disc, a més d'un maquinari de so sintetitzador de cerca de taula d'ones d'un sol cicle. Finalment, incrustat al 2C33 hi ha una ROM de BIOS de 8 KB. Les targetes de disquet utilitzades són de doble cara, amb una capacitat total de 112 KB per disc. Molts jocs abasten les dues cares d'un disquet i uns quants abasten diversos disquets, de manera que l'usuari ha de canviar en algun moment durant el joc. El sistema de disquet és capaç de funcionar amb sis bateries de cèl·lules C o l'adaptador de CA subministrat. Les bateries solen durar cinc mesos amb el joc diari. La inclusió d'una opció de bateria es deu a la probabilitat que un conjunt estàndard d'endolls de CA ja estigui ocupat per un Famicom i un televisor.
Les targetes de disquet del sistema són un disquet de doble cara de 71 mm × 76 mm (2,8 × 3 polzades) de 56K per cara. Són una lleugera modificació del QuickDisk de Mitsumi de 71 mm 2,8 en format de disquet quadrat que s'utilitza en un grapat d'ordinadors japonesos i diversos teclats sintetitzadors, juntament amb uns quants processadors de textos. Les unitats QuickDisk es troben en alguns dispositius a Europa i Amèrica del Nord. Mitsumi ja tenia estretes relacions amb Nintendo, ja que fabricava les consoles Famicom i NES, i possiblement altres maquinaris de Nintendo.
Les modificacions al format estàndard Quick Disk inclouen la motllura "NINTENDO" a la part inferior de cada targeta de disc. A més de marcar el disc, això actua com una forma rudimentària de protecció contra còpies: un dispositiu dins de la badia de la unitat conté sortints elevades que s'ajusten als seus homòlegs encastats, aparentment assegurant que només s'utilitzen discs oficials. Si s'insereix un disquet sense aquestes zones empotrades, els ressalts no poden aixecar-se i el sistema no permetrà carregar el joc. Això es va combinar amb mesures tècniques en la forma en què s'emmagatzemaven les dades al disquet per evitar que els usuaris intercanviessin físicament els mitjans de disquet copiats a un intèrpret d'ordres oficial. Pels distribuïdors de jocs; en particular, es van produir discos especials amb retallades juntament amb dispositius senzills per modificar els discos ràpids estàndard per derrotar la comprovació física del maquinari, permetent la pirateria desenfrenada. En almenys una revista es va imprimir un anunci que contenia una guia per a una modificació senzilla d'un QuickDisk per permetre el seu ús amb un sistema de disquet Famicom.

## Jocs

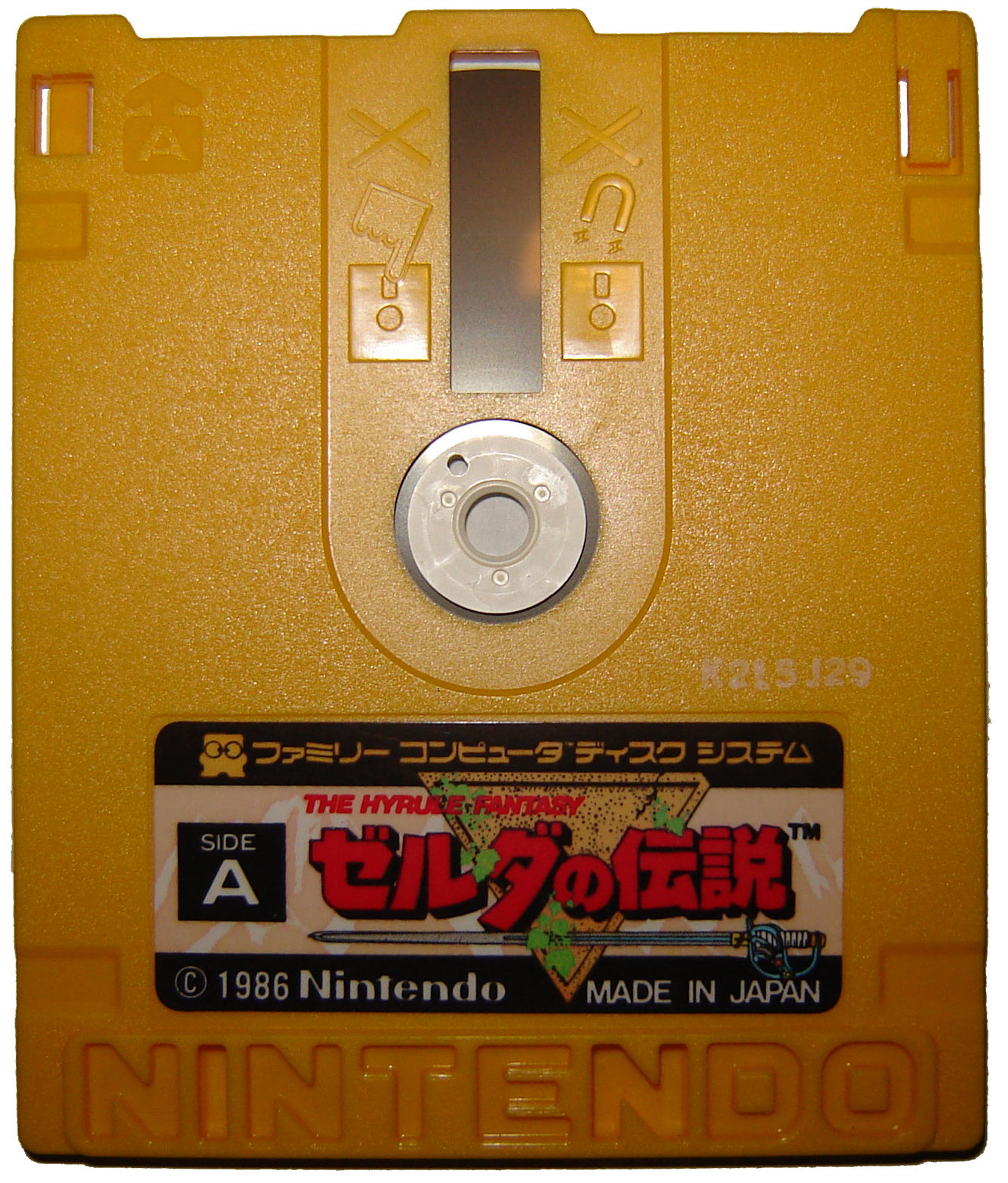
Un disquet de Zelda no Densetsu (Legend of Zelda).

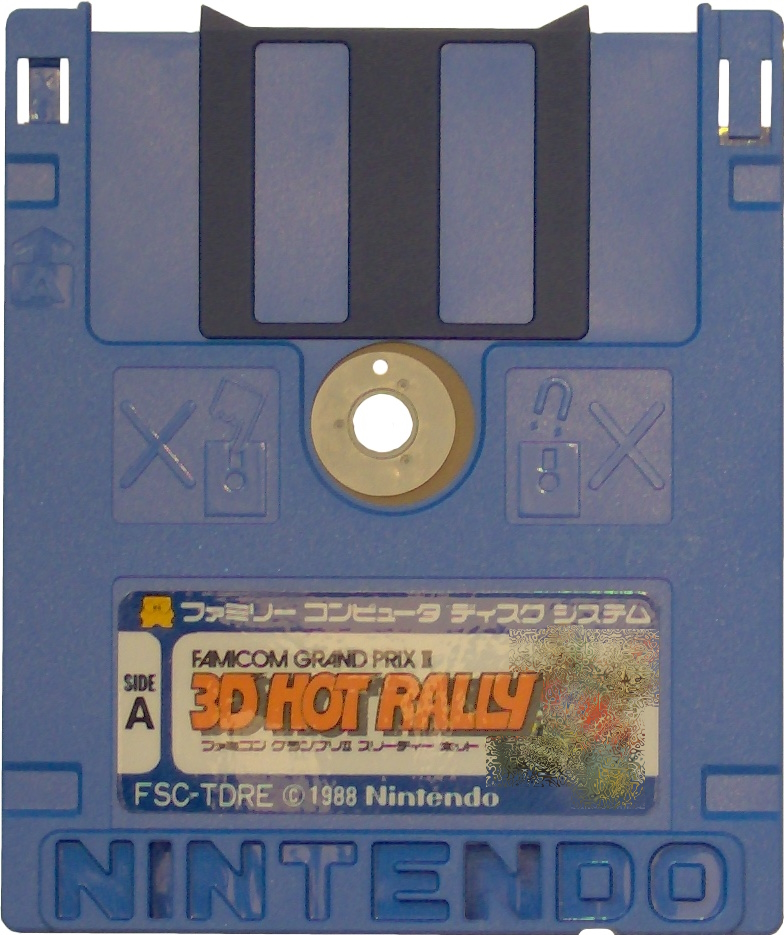
Un disquet blau de 3D Hot Rally amb persianeta de protecció.

Hi ha uns 200 jocs a la biblioteca del Famicom Disk System. Alguns són exclusius de FDS, alguns són exclusius de Disk Writer, i molts es van tornar a llançar anys més tard en format de cartutx com The Legend of Zelda per a NES el 1987 i per a Famicom el 1994. Els originals de FDS més notables inclouen The Legend of Zelda, Zelda II: The Adventure of Link, Kid Icarus, Metroid, i Akumajō Dracula (Castlevania).
Square Co., Ltd. tenia una branca anomenada Disk Original Group, una etiqueta de programari que publicava jocs de Disk System de companyies japoneses de programari per a PC. L'empresa va ser en gran part un fracàs i gairebé va empènyer a la Square abans de Final Fantasy que entrés en bancarrota. Final Fantasy s'havia de llançar per a la FDS, però un desacord sobre les polítiques de copyright de Nintendo va fer que Square canviés la seva posició i alliberés el joc com a cartutx.
Nintendo va llançar una versió en disquet de Super Mario Bros. a més de la versió de cartutx. El mercat occidental de Super Mario Bros. 2 es va originar a partir d'un joc només de disquet anomenat Yume Kōjō: Doki Doki Panic.
Nintendo va utilitzar el suport de disquet més barat i més dinàmic per a un exclusiu de Disk Writer, com a advergame primerenc. Kaettekita Mario Bros. (lit. El retorn de Mario Bros.) és una versió remasteritzada de Mario Bros. amb controls de salt millorats i desament de puntuació, a més d'un nou minijoc de màquines escurabutxaques de marca conjunta per a l'empresa d'aliments Nagatanien.
El llançament final del joc FDS va ser Janken Disk Jō el desembre de 1992, un joc de pedra, paper, tisores amb la mascota del sistema de discs, Disk-kun.

## Llegat
El Famicom Disk System va servir breument com a tecnologia habilitadora per a la creació d'una nova onada de videojocs per a consoles domèstiques i un nou tipus d'experiència de videojocs, principalment a causa de la triplicació de la mida de l'emmagatzematge de jocs barats en comparació amb les ROM de cartutxos assequibles, i emmagatzemant el progrés dels jugadors dins de les seves grans aventures noves. Aquests jocs inclouen el disseny del món obert i els llançaments de sèries perdurables The Legend of Zelda (1986) i Metroid (1986), amb el seu joc de llançament Zelda esdevenint molt popular i conduint a seqüeles que es consideren alguns dels millors jocs de tots els temps. Gairebé una dècada abans del servei Satellaview de Nintendo, la tecnologia d'emmagatzematge portàtil i d'escriptura de la FDS va servir com a tecnologia habilitadora per a la innovació de taules de classificació i concursos en línia a través dels quioscs de Disk Fax de botiga, que ara es consideren els primers precursors dels jocs en línia moderns i la distribució.
Dins de la seva biblioteca de 200 jocs originals, alguns són exclusius de FDS i molts es van tornar a llançar un o dos anys després en cartutxos per a Famicom i NES, encara que sense el canal de so addicional de l'FDS.